# Kandalanu
Kandalanu (voor 666 v.Chr. - 627 v.Chr.) was koning van Babylon van 647 tot 627 v.Chr.
Hoewel dit nergens vermeld is werd hij waarschijnlijk aangesteld door Aššur-bani-apli van Aššur, nadat deze de rebellie van zijn voorganger Šamaš-šum-ukin de kop ingedrukt had, maar hij regeerde niet over Nippur, omdat deze stad onder direct Assyrisch bestuur bleef. Hij besteeg de troon op 1 Nisannu (28 maart) 647 v.Chr..
Deze gegevens uit zijn tijd zelf zijn beperkt en voornamelijk gebaseerd op datumformules en een beschadigde inbreng in een kroniek. In de Uruk-kroniek staan voor hem 21 regeringsjaren aangegeven. Het jaar van zijn troonsbestijging komt overeen met het 20e regeringsjaar van Šamaš-šuma-ukin.
In latere inscripties wordt hij soms genoemd en soms ook niet, bijvoorbeeld niet op de inscriptie in Harran die een lijst van Babylonische heersers van de 6e eeuw geeft. Het kan zijn dat ook hij een zoon van Esarhaddon was, maar het is ook mogelijk dat hij een Babyloniër was die de Assyriërs was trouw gebleven. Zijn naam doet vermoeden dat hij mismaakt was, mogelijk had hij een klompvoet. Er is gesuggereerd dat Kandalanu de Babylonische naam voor Assurbanipal was. De waarschijnlijkheid hiervan is niet groot. Er is in ieder geval geen precedent van zo'n situatie. Voorbeelden als zou Tiglath-Pileser III als "Pulu")  en zijn zoon Salmanasser V  als "Ululayu" over Babylon geregeerd zouden hebben zijn niet gebaseerd op authentiek officieel bewijsmateriaal.
De kroniek uit de tijd van Kandalanu geeft aan dat hij nog vier jaar na de dood van Assurbanipal tot in de regering van diens zoon Assur-etil-ilani. over Babylon geregeerd heeft. In het tablet BM 35115 wordt vermeld dat er op 23/24 mei 632 v.Chr. in zijn 16e regeringsjaar een maansverduistering plaatsvond. Verder is er nog een bron die zegt dat hij in zijn 19e jaar (629–628 v.Chr.) de schrikkelmaand Ululu II invoegde. Verder is er weinig bekend van zijn activiteiten. 
Na een regering van 21 jaar stierf Kandalanu in 627 v.Chr. Na zijn dood braken er onlusten uit in Babylonië. Assyrië probeerde daarvan de profiteren en trok op met een leger. De militaire actie was echter geen succes en dit zou de laatste poging zijn Babylon weer onder het Assyrische juk te brengen. Ook in Nippur brak onder Sin-šumu-lišir een opstand tegen de Assyrische overheersing uit. De toestand in Babylonië was verward en de kronieken vermelden een "jaar zonder koning". Na dit korte interregnum werd Kandalanu opgevolgd door Nabopolassar. 